# JoJo's Venture
JoJo's Venture (ジョジョな冒険, JoJo no Kimyouna Bouken) est un jeu vidéo de combat développé et édité par Capcom sur CP System III en 1998. Il est basé sur le manga JoJo's Bizarre Adventure et plus précisément la troisième histoire,.

## Série
1. JoJo's Venture
2. JoJo's Bizarre Adventure: Heritage for the Future : 1999